# Neocallimastigaceae
Die Neocallimastigaceae sind eine Familie von Pilzen, die im Verdauungstrakt von Säugetieren leben und die alleine die Ordnung Neocallimastigales bilden. Seit 2007 wird die Familie auch in eine eigene Klasse Neocallimastigomycetes und Abteilung Neocallimastigomycota gestellt.

## Merkmale
Die Arten bilden einen ein- oder vielkernigen Thallus. Die Zellen besitzen keine Mitochondrien, jedoch Hydrogenosomen, die vermutlich aus Mitochondrien hervorgegangen sind.
Die Zoosporen besitzen eine bis viele Geißeln. So sind die Zoosporen beispielsweise von Vertretern der Gattung Anaeromyces uniflagellat (nur eine Geißel), die der Vertreter der Gattungen Caecomyces, Cyllamyces oder Piromyces meist uniflagellat, können aber bi- oder quadriflagellat sein (zwei oder vier Geißeln), während die der Vertreter der Gattungen Neocallimastix und Oprinomyces polyflagellat sind, also viele Geißeln besitzen.
Ein Kinetosom ist vorhanden, aber nicht funktional. Das Kinetosom ist teilweise von einer komplexen, elektronendichten, sattelartigen Struktur umgeben, die bis zur Plasmamembran reicht. Die Wurzel des Kinetosoms besteht aus einer unregelmäßigen Ansammlung von Mikrotubuli, die von einem Sporn des Kinetosoms in das Cytoplasma ziehen. Zentriolen fehlen. Die Kernhülle bleibt während der gesamten Mitose intakt. Die Ribosomen befinden sich hauptsächlich im Zentrum der Zelle.

## Lebensweise
Die Arten leben als obligate anaerobe Symbionten im Pansen und im Dickdarm von pflanzenfressenden Säugetieren.

## Nachweis
Da Neocallimastigomycota obligat anaerob im Verdauungstrakt von Säugetieren leben, ist der Nachweis dieser Pilze oftmals schwierig. Es ist aber mittlerweile möglich, die Pilze aus frisch abgelegtem Dung direkt zu isolieren, was zu mehr Neubeschreibungen und damit einer deutlichen Erhöhung der bekannten Diversität führt.

## Systematik und Diversität
Die Ordnung der Neocallimastigales und damit auch die Familie der Neocallimastigaceae wurde früher zu den Chytridiomycetes gestellt. Seit 2007 bildet sie jedoch eine eigene Abteilung, die Neocallimastigomycota.
Aktuell (November 2020) sind 18 Gattungen bekannt:
- Agriosomyces
  - Agriosomyces longus Hanafy et al. 2020 (im Mufflon – Ovis orientali)
- Aklioshbomyces
  - Aklioshbomyces papillarum Hanafy et al. 2020 (im Weißwedelhirsch – Odocoileus virginianus)
- Anaeromyces
- Buwchfawromyces
- Caecomyces
- Capellomyces
  - Capellomyces foraminis Hanafy et al. 2020 (in der Burenziege – Capra aegagrus)
  - Capellomyces elongatus Hanafy et al. 2020 (in der Wildziege – Capra aegagrus s. l.)
- Cyllamyces
- Feramyces
- Ghazallomyces
  - Ghazallomyces constrictus Hanafy et al. 2020 (im Axishirsch – Axis axis)
- Joblinomyces
  - Joblinomyces apicalis Hanafy et al. 2020 (in domstizierter Wildziege – Capra aegagrus)
- Khyollomyces
  - Khoyollomyces ramosus Hanafy et al. 2020 (im Grevyzebra – Equus grevyi)
- Liebetanzomyces
- Neocallimastix
- Oontomyces
- Orpinomyces
- Pecoramyces
- Piromyces
- Tahromyces
  - Tahromyces munnarensis Hanafy et al. 2020 (im Nilgiri-Tahr – Nilgiritragus hylocrius)

Von diesen 18 bekannten Gattungen wurden 11 erst im November 2020 neu beschrieben, nachdem neben Nutztieren auch bislang nicht auf Neocallimastigomycozta untersuchte Wildtiere wie Axishirsch, Grevyzebra, Nilgiri-Tahr oder Weißwedelhirsch einbezogen wurden. Es ist daher davon auszugehen, dass noch viele Taxa der Neocallimastigomycota der Wissenschaft unbekannt sind.